# Liga de Béisbol Profesional Roberto Clemente 2023–24
La temporada 2023-24 de la Liga de Béisbol Profesional Roberto Clemente, es la edición número 84 de la LBPRC, comenzó el 3 de noviembre de 2023 con los campeones de la edición pasada Indios de Mayagüez recibiendo la visita de los subcampeones Gigantes de Carolina. El resto de los partidos inaugurales tuvieron lugar para disputarse en la misma fecha. Un total de seis equipos están participando en esta edición de la LBPRC. La serie regular concluyó el 30 de diciembre de 2023.
Durante la Serie Regular, las seis novenas jugarán un total de 40 juegos por equipo comenzando el 3 de noviembre hasta el 30 de diciembre de 2023. 
La Postemporada iniciará la primera semana de enero de 2024 con dos Series Semifinales donde el primer lugar competirá con el cuarto lugar y el segundo con el tercero al mejor de siete partidos, mientras que la Serie Final será al mejor de nueve juegos entre los ganadores de las semifinales. 
Esta temporada lleva dedicatoria especial al ilustre miembro del Salón de la Fama del Béisbol, Orlando Cepeda. A lo largo de sus 13 temporadas con los Cangrejeros de Santurce, forjó una de las actuaciones más sobresalientes en la historia de la liga invernal.

## Equipos participantes
| Equipo                  | Mánager          | Ciudad   | Estadio                         | Capacidad |
| ----------------------- | ---------------- | -------- | ------------------------------- | --------- |
| Cangrejeros de Santurce | Willie Romero    | San Juan | Estadio Hiram Bithorn           | 18,264    |
| Criollos de Caguas      | Yadier Molina    | Caguas   | Estadio Yldefonso Solá Morales  | 10,000    |
| Gigantes de Carolina    | Edwards Guzman   | Carolina | Estadio Roberto Clemente Walker | 12,500    |
| Indios de Mayagüez      | Wilfredo Cordero | Mayagüez | Estadio Isidoro García          | 10,500    |
| Leones de Ponce         | Andy González    | Ponce    | Estadio Francisco Montaner      | 10,000    |
| RA 12                   | José Muñoz       | San Juan | Estadio Hiram Bithorn           | 18,264    |

## Serie Regular
- Actualizada al 30 de diciembre de 2023[3]

| Equipos                 | JJ | JG | JP | PCT  | JV   |
| ----------------------- | -- | -- | -- | ---- | ---- |
| Cangrejeros de Santurce | 40 | 25 | 15 | .625 | -    |
| Gigantes de Carolina    | 40 | 24 | 16 | .600 | 1.0  |
| Criollos de Caguas      | 40 | 21 | 19 | .525 | 4.0  |
| Leones de Ponce         | 40 | 21 | 19 | .525 | 4.0  |
| Indios de Mayagüez      | 40 | 18 | 22 | .450 | 7.0  |
| RA 12                   | 40 | 11 | 29 | .275 | 14.0 |

| Clasifica a la Postemporada |

## Play-offs
Se jugará del 2 al 10 de enero del 2024.
|  | Semifinales | Semifinales             | Semifinales |                      |   | Final              | Final | Final |  |
|  |             |                         |             |                      |   |                    |       |       |  |
|  |             |                         |             |                      |   |                    |       |       |  |
|  | 1           | Criollos de Caguas      | 4           |                      |   |                    |       |       |  |
|  | 1           | Criollos de Caguas      | 4           |                      |   |                    |       |       |  |
|  | 4           | Cangrejeros de Santurce | 1           |                      |   |                    |       |       |  |
|  | 4           | Cangrejeros de Santurce | 1           |                      | 1 | Criollos de Caguas | 5     |       |  |
|  |             |                         |             |                      | 1 | Criollos de Caguas | 5     |       |  |
|  |             |                         | 2           | Gigantes de Carolina | 3 |                    |       |       |  |
|  | 2           | Leones de Ponce         | 2           | Gigantes de Carolina | 3 | 3                  |       |       |  |
|  | 2           | Leones de Ponce         |             |                      |   | 3                  |       |       |  |
|  | 3           | Gigantes de Carolina    | 4           |                      |   |                    |       |       |  |
|  | 3           | Gigantes de Carolina    | 4           |                      |   |                    |       |       |  |
|  |             |                         |             |                      |   |                    |       |       |  |